# El Molí del Puig
El Molí del Puig és una obra del municipi de Gisclareny (Berguedà) inclosa en l'Inventari del Patrimoni Arquitectònic de Catalunya.

## Descripció
Les restes del derruït molí fariner del Puig corresponen a una construcció senzilla, seguint la tipologia de la masia d'estructura clàssica coberta a dues aigües amb teula àrab i el carener paral·lel a la façana de ponent on s'obre la porta amb llinda de fusta. Està estructurat en planta baixa i dues plantes superiors. Les obertures són petites, amb llindes de fusta i disposades de forma arbitrària. El parament és de carreus de pedra de diverses mides, disposats en filades i units amb morter. El casal moliner aixopluga les moles a la planta baixa on arribava l'aigua mitjançant un rec que la portava de la veïna bassa. Abandonat després de la guerra civil (1936- 1939) es troba en desús des d'aleshores, parcialment cobert de vegetació.

## Història
Situat al peu del riu Bastareny, prop de la masia del Puig de la Bagà que n'era propietària, és un dels molts molins fariners que aprofitaven l'aigua del Bastareny. Fou construït a finals del s. XVII o començaments del s. XVIII i és contemporani a l'obra del pont amb el mateix nom i la masia del Puig. Des de la guerra civil (1936- 1939) resta en desús.